# Cornelis Golijath
Cornelis Bastiaanszoon Golijath (século XVII) foi um cartógrafo neerlandês.

## Carreira
Foi contratado na qualidade de cartógrafo e também como arquitecto-engenheiro pelo conde João Maurício de Nassau, que então exercia o cargo de governador da Conquista da região Nordeste do Brasil para os Estados Gerais das Províncias Unidas.
De volta à Europa em 1647, foi contratado como Engenheiro-geógrafo da ilha de Walcheren. Depois, foi banido por ter matado um homem numa taberna durante uma rixa. Em 1658, encontrava-se como chefe da expedição de Borome à América Central. Quando os ingleses saquearam e devastam os estabelecimentos zelandeses de Borome em 1665, foi necessário que os sobreviventes fugissem e abandonassem no local os seus caldeirões e moinhos de de açúcar.
Nassau enviou em 1678, ao rei Luís XIV de França, alguns presentes brasileiros, entre eles obras de Frans Post, Albert Eckhout, Zacharias Wagner, Georg Marggraf, Caspar Schmalkalden, Cornelis Golijath e Jan Vingboons. O trabalho de cartografia desenvolvido por estes dois últimos contribuiu para consolidar o conhecimento das costas brasileiras à época.

## Obra
- 1648 - "Perfect Caerte der Gelegen theyt van Olinda de Pharnambuco Mauritsstadt ende t'Reciffo" – série de cartas referentes ao Recife e à cidade Maurícia ("Mauritz Stadt").